# Лит (Северна Дакота)
Лит (енгл. Leith) град је у америчкој савезној држави Северна Дакота.

## Демографија
По попису из 2010. године број становника је 16, што је 12 (-42,9%) становника мање него 2000. године.
| Група             | 2000.       | 2010.      |
| Белци             | 28 (100,0%) | 15 (93,8%) |
| Афроамериканци    | 0 (0,0%)    | 1 (6,3%)   |
| Азијати           | 0 (0,0%)    | 0 (0,0%)   |
| Хиспаноамериканци | 0 (0,0%)    | 0 (0,0%)   |
| Укупно            | 28          | 16         |